# Can Maginàs
Can Maginàs és una obra de Sant Feliu de Llobregat (Baix Llobregat) inclosa a l'Inventari del Patrimoni Arquitectònic de Catalunya.

## Descripció
Can Maginàs està formada actualment per un conjunt de construccions de diverses èpoques. És un edifici de planta rectangular, planta i pis i coberta doble vessant. A la façana principal destaquen la porta d'entrada, de mig punt i adovellada, i tot un seguit de finestres de forma rectangular.

## Història
Després d'estar en desús i en un estat de conservació dolent, Can Maginàs va ser rehabilitada per l'Ajuntament de Sant Feliu de Llobregat, el qual el 1992 va posar en marxa el Centre Can Maginàs per consolidar i ampliar els serveis municipals dedicats a la formació i l'ocupació, funció que manté en l'actualitat.